# Pomo de ouro
Na mitologia, o pomo de ouro (ou maçã de ouro) é um elemento recorrente em lendas e contos de fadas. Geralmente, os heróis devem resgatar a maçã escondida ou roubada pelos vilões.

## Mitologia grega
Três pomos de ouro aparecem na mitologia grega. Hipomene aposta com Atalanta, uma caçadora virgem que prometeu casar com o homem que pudesse vencê-la numa corrida terrestre. Ela perde ao pegar três pomos de ouro de Afrodite que Hipomene coloca em seu caminho.

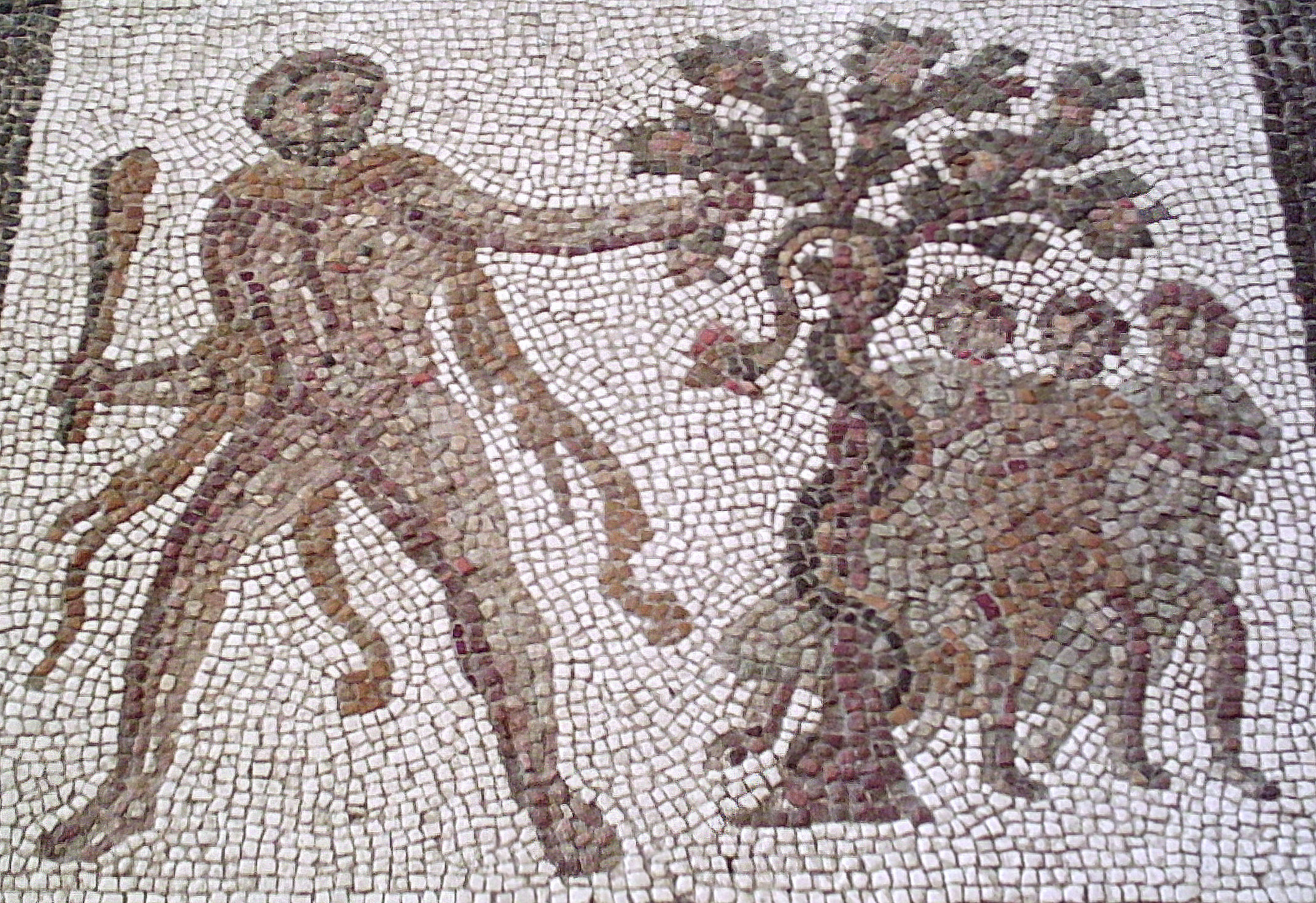
Hércules roubando as maçãs de Hespérides

Noutro caso, o jardim de Hespérides é o pomar de Hera, onde crescem árvores que dão maçãs douradas da imortalidade. No local está o dragão Ladão, vigia de Hera contra invasores. Um dos doze trabalhos de Hércules era justamente roubar pomos de ouro do jardim.
Em mais uma ocorrência, Zeus promove um banquete pelo casamento de Peleu e Tétis. Estando fora da lista de convidados, a deusa da discórdia Éris coloca uma maçã dourada na cerimônia, com uma inscrição onde se lê "Para a mais bela". Três deusas desejam a maçã: Hera, Atena e Afrodite. Zeus se lembra de Páris como o mais justo dos homens mortais, e sabia que ele julgaria uma competição de touros. Ares é enviado sob forma de touro para participar. Sendo um deus, era perfeito em todos os aspectos e ganhou a competição. Zeus agora sabia que Páris faria bom julgamento, e o envia a maçã, indicando que as deusas deveriam aceitar sua decisão sem discussão. Cada uma delas oferece a Páris uma oferta para obter a maçã. Hera o oferece ser um rei famoso e poderoso. Atena o oferece ser sábio, mais que alguns dos deuses. Afrodite o oferece a mulher mais linda como esposa. Esta é a escolhida, e a mulher oferecida foi Helena de Troia, o que eventualmente resultou na Guerra de Troia. A maçã de Éris é posteriormente chamada Pomo da Discórdia.

## Mitologia nórdica

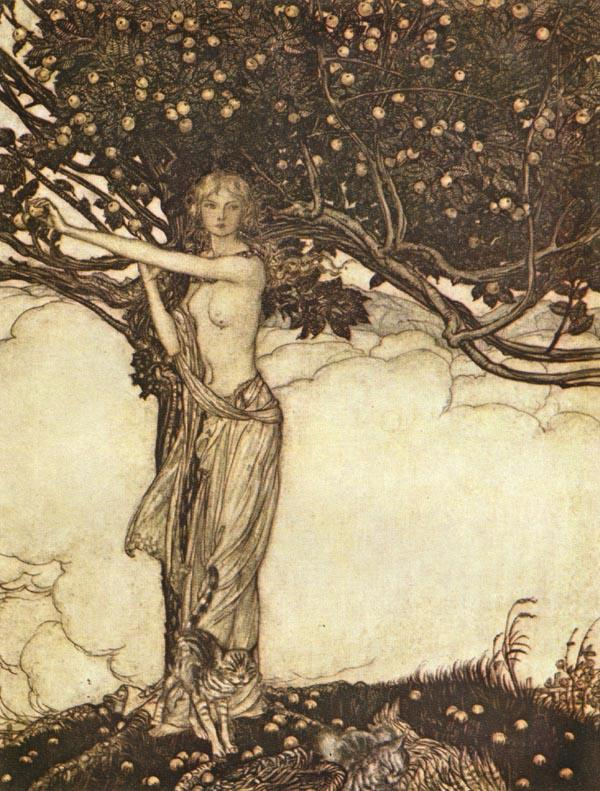
De Das Rheingold, Freya com a árvore de maçãs douradas

Na mitologia nórdica, maçãs douradas garantem a vida eterna e juventude permanente para os deuses, e são cultivadas pela deusa Iduna. Certo dia, Loki, Odin e Thor acampam. Um gigante disfarçado de águia intercepta Loki e o faz prometer capturar Iduna para ele se casar com ela e também garantir imortalidade, o que é aceito. Os deuses não sentem falta das maçãs no começo, mas logo requisitam a presença da moça. Loki confessa o ato e aceita resgatar a deusa; sendo bem sucedido, os deuses novamente desfrutam da vida eterna.

## Contos de fadas
Diversos contos de fadas europeus começam com maçãs douradas roubadas de um rei, geralmente por uma ave.

## Em outras línguas
Em diversas línguas, laranjas são consideradas as maçãs douradas. Por exemplo, os termos grego χρυσομηλιά e latim pomum aurantium descrevem laranjas como maçãs. Outras línguas como alemão, finlandês, hebraico e russo possuem etimologias mais complexas para a palavra laranja que possuem a mesma origem. Uma das razões para se considerar a laranja como mágica em tantas histórias é o fato de dar flores e frutas simultaneamente, diferente de outras frutas.
Frequentemente, o termo maçã dourada é usado para se referir ao marmelo, um fruto do Oriente Médio. O tomate, desconhecido para os gregos antigos, é conhecido como pomodoro em italiano, significando maçã de ouro (de pomo d'oro).
Pode se referir também a uma bola do Jogo de Quadribol, no universo mágico de Harry Potter, ao capturar a bola na partida, se ganha 150 pontos e termina o jogo.